# Devorah Major
Devorah Major, née en 1952 à Berkeley en Californie, est une écrivaine, éditrice, artiste d'enregistrement et professeure américaine.
Elle remporte des prix dans les domaines de la poésie, de la fiction et de la non-fiction créative et est la troisième poète lauréate de San Francisco.

## Biographie
Devorah Major est diplômé de l'Université d'État de San Francisco en 1976 après avoir étudié les études afro-américaines et l'éducation sanitaire. Elle est maintenant professeur adjoint principal à temps partiel au California College of the Arts.
Devorah Major voyage à travers l'Afrique, les Caraïbes, l'Amérique du Sud, l'Europe, ainsi que divers endroits aux États-Unis, où elle se produit en récitant sa poésie et participe à des discussions sur la poésie afro-américaine, la poésie Beat et la poésie de la résistance.
Elle a écrit deux romans et a également publié quatre recueils de poésie.
Son cinquième recueil de poésie, intitulé and then we became., a été édité en 2016 par City Lights.

## Œuvres
- (en) An Open Weave, Seal Press, 1995  (ISBN 9781878067661)
- (en) Street Smarts, Curbstone Books, 1996  (ISBN 9781880684276)
- (en) Browned Glass Windows, Curbstone Books, 2002  (ISBN 9781880684870)
- (en) Where River Meets Ocean, City Lights Books, 2003  (ISBN 9781931404037)
- (en) With More Than Tongue, Creative Arts Book Company, 2003  (ISBN 9780887395116)
- (en) The Other Side of the Postcard, City Lights Publishers, 2005  (ISBN 9781931404068)
- (en) and then we became, City Lights Publishers, 2016  (ISBN 9780872867260)
- (en) Califia's Daughter: Poems, Willow Books, 2020  (ISBN 978-1733089890)